# کاسپاز ۱۰
کاسپاز ۱۰ (انگلیسی: Caspase-10) که با نام‌های دیگری همچون «FLICE2»، «Mch4» و «CASP-10» هم شناخته می‌شود، نام یک آنزیم از خانوادهٔ کاسپازهاست که کارش تجزیه و شکافت برخی پروتئین‌هاست.
این آنزیم پپتیدها را بطور ترجیحی در توالیِ لوسین-گلوتامین-ترئونین-آسپارتات-گلیسین می‌شکند.
کاسپاز ۱۰ همچون کاسپاز ۸، کاسپاز ۹ و کاسپاز ۲، از کاسپازهای «آغازگر» است.